# Bernardo de Sandoval y Rojas
Bernardo de Sandoval y Rojas (Aranda de Duero, 20 de abril de 1546 - Toledo, 7 de diciembre de 1618), fue un eclesiástico, erudito y mecenas español.

## Biografía
Fue el segundo de los nueve hijos de Hernando de Rojas y Sandoval y María Chacón de Guevara. Como su padre ostentó diversos cargos palatinos, su familia llevó una vida itinerante habitando en distintos lugares, por lo que él nació en Aranda de Duero en 1546 y fue bautizado el 20 de abril. En su familia abundaban los altos eclesiásticos y nobles, pero el más poderoso era su sobrino Francisco Gómez de Sandoval, primer duque de Lerma, que se constituyó en el principal de sus protectores. Otro de sus parientes, su tío Cristóbal de Rojas y Sandoval, obispo de Oviedo, le dio la tonsura el 13 de noviembre de 1555.
Estudió en la Universidad Complutense o Universidad de Alcalá, donde se graduó de bachiller el 18 de junio de 1566 y se licenció el 25 de octubre de 1567; en ese mismo año se doctora en artes el 3 de noviembre. Es nombrado canónigo de la Catedral de Sevilla el 4 de junio de 1574 y su tío Cristóbal, entonces arzobispo de Sevilla, lo nombró subdiácono del Real Monasterio de San Lorenzo de El Escorial el 5 de junio de 1576. Durante este periodo asistió a la Universidad de Salamanca, licenciándose en teología el 24 de julio de 1576.
A propuesta de Felipe II, fue designado obispo de Ciudad Rodrigo (1586-1588), de Pamplona (1588-1596) y de Jaén (1596-1599), siendo después nombrado cardenal y arzobispo de Toledo (1599-1618) primado de España por el papa Clemente VIII. Fue además Consejero de Estado y, de 1608 a 1618, Inquisidor General. Al ser pariente cercano del valido del rey Felipe III, Francisco Gómez de Sandoval, más conocido como duque de Lerma, Bernardo obtuvo el título de marqués de Denia.
Siempre vinculado a la Universidad de Alcalá, fue discípulo allí del humanista Ambrosio de Morales, cuyo epitafio compuso, y se distinguió también por la protección que dispensó a todo tipo de escritores, entre ellos Fray Luis de León, Miguel de Cervantes (quien lo elogió en el "Prólogo" de la segunda parte del Quijote, 1615), Lope de Vega (que lo alabó igualmente en sus Rimas sacras, 1614), Francisco de Quevedo y Luis de Góngora. 
Durante su arzobispado (1599-1618) se hicieron valer los derechos de la archidiócesis sobre el distrito de Cazorla y se devolvió a la misma el pueblo de Brigueja. 
En 1606 consiguió que los restos del mártir San Félix de Alcalá, depositados en el Monasterio de San Zoilo de Carrión de los Condes (Palencia), fueran trasladados a Alcalá de Henares. Desde entonces se veneran en su Catedral-Magistral.
Fundó en Alcalá de Henares el Convento Cisterciense de San Bernardo o "de las Bernardas" (1613), encargándose la construcción al arquitecto Juan Gómez de Mora.
Murió el 7 de diciembre de 1618 en Madrid, siendo enterrado en la capilla del Sagrario de la Catedral de Toledo. El epitafio de su sepulcro dice: Sine jactancia, pius; sine superbia, nobilis; sine invidia, princeps; sine asperitate, constans: "Sin jactancia, devoto; sin soberbia, noble; sin envidia, príncipe; sin aspereza, constante".
| Predecesor: Pedro Vélez de Guevara         | Obispo de Ciudad Rodrigo 1586– 1588      | Sucesor: Pedro Maldonado                        |
| Predecesor: Pedro de la Fuente             | Obispo de Pamplona 1588 – 1596           | Sucesor: Antonio Zapata y Cisneros              |
| Predecesor: Francisco Sarmiento de Mendoza | Obispo de Jaén 1596 – 1599               | Sucesor: Sancho Dávila y Toledo                 |
| Predecesor: García Loaysa y Girón          | Arzobispo de Toledo 1599 – 1618          | Sucesor: Fernando de Austria (cardenal-infante) |
| Predecesor: Juan Bautista Acevedo          | Inquisidor General de España 1608 – 1618 | Sucesor: Luis de Aliaga Martínez                |